# Petronio (nome)
Petronio  è un nome proprio di persona italiano maschile.

## Varianti
- Femminili: Petronia[3][4]
  - Alterati: Petronilla, Petronella[3][4]

### Varianti in altre lingue
- Basco: Petorni[7]
- Bulgaro: Петроний (Petronij)
- Catalano: Petroni[7]
- Croato: Petronije
- Esperanto: Petronio
- Estremadurano: Petróniu
- Francese: Pétrone
- Greco moderno: Πετρώνιος (Petrōnios)
- Inglese: Petronius[6]
- Latino: Petronius[1][3][4][5][6][8]
  - Femminili: Petronia[8]
- Lituano: Petronijus
- Occitano: Petròni
- Polacco: Petroniusz
- Portoghese: Petrônio
- Rumeno: Petroniu
- Russo: Петроний (Petronij)
- sеrbo: Петроније (Petronijе)
- Spagnolo: Petronio[7]
- Ucraino: Петроній (Petronij)
- Ungherese: Petróniusz

## Origine e diffusione
Deriva dall'antico gentilizo latino Petronius, tipico della gens Petronia. Viene spesso collegato al termine petra ("pietra", "roccia", lo stesso da cui deriva il nome Pietro), ma si tratta di una paretimologia, mentre altre ipotesi lo riconducono a petro, petronis ("campagnolo", "bifolco"). In realtà si tratta di un nome chiaramente di origine etrusca, da Petru, Petruna, di significato incerto. Fra le varie ipotesi in tal senso, potrebbe essere uno zoonimo col significato di "montone [castrato]", oppure, ma meno probabilmente, derivare dal numerale petor ("quarto"), costituendo quindi un equivalente del nome Quarto.
Il nome era diffusissimo in passato nella città di Bologna, di cui è patrono san Petronio, ed era tanto comune che i bolognesi venivano chiamati "petroni"; era ancora piuttosto usato nel tardo XVIII secolo, ma è progressivamente caduto nell'oblio e già a metà Novecento era portato da meno dell'1% degli abitanti. Il nome venne portato da Petronio Arbitro, l'autore del Satyricon, figura che è la principale responsabile dell'uso del nome nei paesi anglofoni.

## Onomastico
L'onomastico si può festeggiare in memoria di più santi, alle date seguenti:
- 10 gennaio, san Petronio, monaco a Lerino e poi vescovo di Die[9][10]
- 6 settembre, san Petronio, vescovo di Verona[2][3][7][10]
- 4 ottobre, san Petronio, vescovo di Bologna e confessore[2][3][9][10]

## Persone
- Petronio, vescovo di Bologna

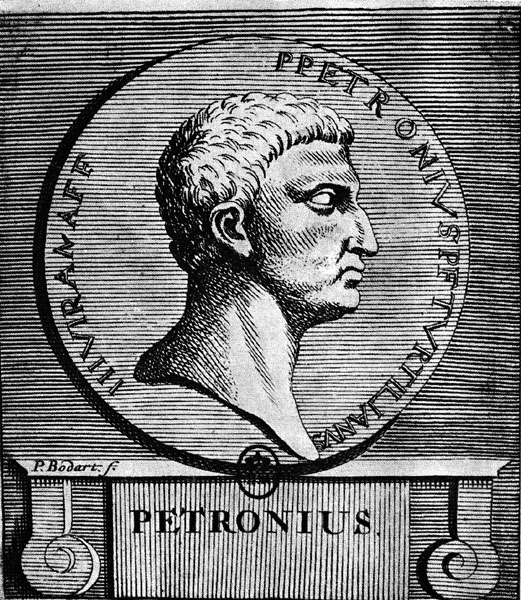
Petronio Arbitro

- Petronio Arbitro, cortigiano, scrittore e politico romano
- Petronio Anniano, console nel 314
- Petronio Massimo, imperatore romano nel 455
- Petronio Probiano, console nel 322
- Petronio Probino, console nel 341
- Petronio Franceschini, compositore e violoncellista italiano

### Variante femminile Petronia
- Petronia, sorella di Petronio Arbitro e moglie dell'imperatore Aulo Vitellio Germanico